# Apologética
La apologética (en griego: ἀπολογία, "hablar en defensa") en teología, filosofía y literatura consiste en la defensa de la fe conforme a una posición o punto de vista. La palabra apologética proviene del griego, que designa la posición de defensa militar contra un ataque.
El primero en usar el término con ambas connotaciones fue John Henry Newman en su autobiografía espiritualista Apología Pro Vita Sua (1864). Las primeras referencias pueden encontrarse en la Apología de Sócrates de Platón y la obra homónima de Jenofonte, en las que se narra la defensa de Sócrates durante su proceso. Sin embargo, también existen algunas obras de apologetas de comienzos de la cristiandad como las dos apologías del mártir San Justino, dirigidas al emperador Marco Aurelio.

## Etimología
El término apologética deriva del griego antiguo palabra apologia (ἀπολογία). En el sistema jurídico griego clásico, la acusación presentaba la kategoria (κατηγορία), la acusación o cargo, y el acusado respondía con una apologia, la defensa. La apología era un discurso o explicación formal para responder y rebatir los cargos. Un ejemplo famoso es la defensa de Sócrates en la Apología, relatada en Apología de Platón.
En el griego koiné del Nuevo Testamento, el Apóstol Pablo emplea el término apología en su discurso de juicio ante Festo y Agripa cuando dice "hago mi defensa" en Hechos 26:2. Una forma afín aparece en la Carta a los Filipenses de Pablo cuando está "defendiendo el evangelio" en Filipenses 1:7, y en "dar una respuesta" en 1 Pedro 3:15.
Aunque el término apologética tiene orígenes occidentales, principalmente cristianos, y se asocia más frecuentemente con la defensa del cristianismo, el término se utiliza a veces refiriéndose a la defensa de cualquier religión en el debate formal que involucra a la religión.

## Posiciones apologéticas

### La fe baháʼí
Se han escrito muchos libros apologéticos en defensa de la historia o las enseñanzas de la Fe baháʼí. Los fundadores de la religión escribieron varios libros presentando pruebas de su religión; entre ellos se encuentran el Siete Pruebas de Bahá'u'lláh y el Kitáb-i-Íqán de Bahá'u'lláh. Autores baháʼíes posteriores escribieron destacados textos apologéticos, como La prueba brillante de Mírzá Abu'l-Fadl y Udo Schaefer et al. Hacer lo recto torcido de Mírzá Abu l-Fadl;.

### Budismo
Las escrituras budistas presentan al propio Buda Shakyamuni dispuesto a confrontar y refutar como falsas las afirmaciones de los sistemas de pensamiento no budistas. En el Brahmajala Sutta, el Buda Shakyamuni describe las opiniones defendidas por otros sistemas de pensamiento y las rechaza como erróneas. En el Assalayana Sutta, el Buda Shakyamuni, confrontado por brahmanes que afirman que la casta es importante, refuta su afirmación de que la casta es importante en un debate. También se narra que los discípulos directos del Buda estaban dispuestos a entablar debate con creyentes de otros sistemas de pensamiento, como en el Unnabha-Brahmana Sutta, en el que el discípulo Ananda se enfrenta a un brahmán que intenta argumentar que el modelo de salvación del budismo no puede terminar porque implica utilizar el deseo para eliminarlo. Ananda luego refuta la afirmación del brahmán y lo convierte al budismo.
Uno de los primeros textos apologéticos budistas es Las preguntas del rey Milinda, que trata de la metafísica budista como la naturaleza del "no-yo" del individuo y de características como la sabiduría, la percepción, la volición, el sentimiento, la conciencia y el alma. 
En el siglo Vll, el erudito budista Dharmakīrti, en su obra Pramāṇavārttika buscó defender la autoridad del Buda como una fuente válida de conocimiento para aquellos que buscan la libertad espiritual y demostrar que él dijo la verdad, también argumentó en contra de las teorías materialistas de la escuela Charvaka y las teorías del alma de las escuelas brahmánicas hindúes y ofrece una defensa del concepto budista del renacimiento. 
Posteriormente, el filósofo Śāntarakṣita escribió en su Tattva-saṃgraha, describe y rechaza la mayoría de las grandes religiones y filosofías de la India en su tiempo, Nyaya, Vaisheshika, Samkhya, Mimamsa, advaita, el jainismo y el materialismo Chárvaka, refutando sus creencias particulares, como una materia primordial eterna, un Dios creador, un alma inmortal, la infalibilidad de los vedas, etc. 
El estudiante de Śāntarakṣita, Kamalashila, escribió un comentario sobre él, titulado Tattva-saṃgraha-pañjikā, en el cual se amplía aun más la refutación de las otras religiones. 
Kamalashila a su vez participó en el debate de Samye, en el Tíbet, en contra de Moheyan, representante de la Enseñanza de la Montaña Oriental del Budismo Chan.
En el siglo Xl, el filósofo budista Ratnakīrti, escribió su obra Udayanarakaranam, argumentando en contra del teísmo del lógico y filósofo hindú Udayana. 
La era moderna puso a los budistas en contacto con las religiones abrahámicas, especialmente con el cristianismo. Los intentos de convertir las naciones budistas al cristianismo a través de la labor misionera fueron contrarrestados por las refutaciones budistas de la doctrina cristiana. Quizá el primer intento de este tipo fue el del eminente monje chino Zhu Hong (祩宏, 1535-1615), autor de Cuatro ensayos sobre el cielo (天說四端). Otro influyente crítico budista chino del teísmo cristiano fue Xu Dashou (許大受), que escribió una larga y sistemática refutación del cristianismo titulada Zuopi (佐闢 , Ayuda a la refutación), que intenta refutar el cristianismo desde el punto de vista de tres tradiciones chinas (confucianismo, budismo y taoísmo). El monje Ouyi Zhixu (蕅益智旭, 1599-1655), escribió más tarde el Bixie ji (Ensayos recopilados para refutar la heterodoxia), que ataca específicamente al cristianismo por motivos de teodicea, también argumentando en contra de una causa primera y de la creación ex-nihilo.
A mediados del siglo XIX, los encuentros entre budistas y cristianos en Japón impulsaron la formación de una Sociedad de Propagación Budista. El monje cingalés Migettuwatte Gunananda Thera es conocido por liderar el lado budista en debates entre budistas y cristianos en Baddegama , Udanwita, Waragoda, Liyanagemulla, Gampola y Panadura , donde tuvo lugar el más famoso de los debates. Como resultado de los debates, el budismo en Sri Lanka experimentó un renacimiento.
En tiempos recientes, A. L. De Silva, un australiano convertido al budismo, ha escrito un libro, Más allá de la creencia, en el que ofrece respuestas apologéticas budistas y una crítica a la doctrina cristiana fundamentalista. Gunapala Dharmasiri escribió una crítica apologética del Concepto cristiano de Dios desde una perspectiva Budista Theravadan.

### Cristianismo

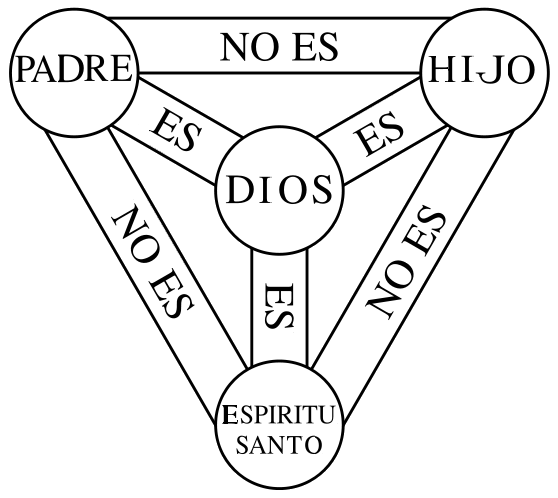
El Escudo de la Trinidad, un diagrama frecuentemente utilizado por los apologistas del Cristianismo para explicar la Trinidad.

La apologética cristiana combina la teología cristiana, la teología natural, y la filosofía para presentar una base racional para la fe cristiana, para defender la fe contra las objeciones y la tergiversación.
La apologética cristiana ha adoptado muchas formas a lo largo de los siglos. En el Imperio romano, los cristianos fueron severamente perseguidos, y se presentaron muchos cargos contra ellos. J. David Cassel da varios ejemplos: Tácito escribió que Nerón fabricó acusaciones de que los cristianos iniciaron el Gran Incendio de Roma. Otras acusaciones incluían el canibalismo (debido a una interpretación literal de la Eucaristía) e incesto (debido a la práctica de los primeros cristianos de dirigirse unos a otros como "hermano" y "hermana"). Pablo de Tarso, Justino Mártir, Ireneo de Lyon y otros defendieron a menudo el cristianismo contra las acusaciones que se hacían para justificar la persecución.
Los apologistas posteriores se han centrado en proporcionar razones para aceptar diversos aspectos de la creencia cristiana. Los apologistas cristianos de muchas tradiciones, en común con los judíos, los musulmanes y algunos otros, defienden la existencia de un Dios único y personal. [La teodicea es un aspecto importante de tales argumentos, y los argumentos de Alvin Plantinga han sido muy influyentes en esta área. Muchos destacados apologistas cristianos son filósofos o teólogos eruditos, a menudo con trabajos de doctorado adicionales en física, cosmología, religiones comparadas u otros campos. Otros adoptan un enfoque más popular o pastoral. Algunos destacados apologistas modernos son Douglas Groothuis, Frederick Copleston, John Lennox, Walter R. Martin, Dinesh D'Souza, Douglas Wilson, Cornelius Van Til, Gordon Clark, Francis Schaeffer, Greg Bahnsen, Edward John Carnell, James White, R.C. Sproul, Hank Hanegraaff, Alister McGrath, Lee Strobel, Josh McDowell, Peter Kreeft, G. K. Chesterton, William Lane Craig, J. P. Moreland, Hugh Ross, David Bentley Hart, Gary Habermas, Norman Geisler, Scott Hahn, RC Kunst, Trent Horn y Jimmy Akin.
Entre los apologistas notables dentro de la Iglesia católica se encuentran Robert Barron, G. K. Chesterton, Dr. Scott Hahn, Trent Horn, Jimmy Akin, Patrick Madrid, Kenneth Hensley, Karl Keating, Ronald Knox y Peter Kreeft.
John Henry Newman (21 de febrero de 1801-11 de agosto de 1890) fue un converso inglés al catolicismo, posteriormente nombrado cardenal, y beatificado en 2010. En sus inicios fue una figura importante en el Movimiento de Oxford para que la Iglesia de Inglaterra volviera a sus raíces católicas.  Con el tiempo, sus estudios de historia le convencieron para convertirse en católico. Cuando John Henry Newman tituló su autobiografía espiritual Apología Pro Vita Sua en 1864, estaba jugando con esta connotación y con el significado más común de una expresión de contrición o arrepentimiento.
Los apologistas cristianos emplean una variedad de enfoques filosóficos y formales, incluyendo ontológico, cosmológico, y Argumento teleológicos. El enfoque cristiano presuposicionalista de la apologética utiliza el argumento trascendental para la existencia de Dios.
Tertuliano fue un notable apologista temprano del cristiano. Nació, vivió y murió en Cartago. A veces se le conoce como el "Padre de la Iglesia Latina". Introdujo el término Trinidad (latín trinitas) al vocabulario cristiano y también probablemente[cita requerida] la fórmula "tres Personas, una Sustancia" como el latín "tres Personae, una Substantia" (a su vez del griego koiné "treis Hypostaseis, Homoousios"), y también los términos Vetus Testamentum (Antiguo Testamento) y Novum Testamentum (Nuevo Testamento).

#### Mormones
Existen notables apologistas de Los Santos de los Últimos Días que se concentran en defender el Mormonismo, incluidos lo líderes primigenios tales como Parley P. Pratt, John Taylor, B. H. Roberts, James E. Talmage y figuras modernas tales como Hugh Nibley, Daniel C. Peterson, John L. Sorenson, John Gee, Orson Scott Card, y Jeff Lindsay.
Varias destacadas organizaciones mormonas apologéticas, tales como la Foundation for Ancient Research and Mormon Studies (un grupo de eruditos en la Universidad de Brigham Young) y FairMormon (un grupo independiente sin fines de lucro, gestionado por mormones), se han constituido para defender las doctrinas y la historia del Movimiento de los Santos de los Últimos Días en general y La Iglesia de Jesucristo de los Santos de los Últimos Días en particular.

### Deismo
El Deismo es una forma de teismo en el que Dios creó el universo y estableció leyes morales y naturales racionalmente comprensibles, pero ya no interviene en los asuntos humanos. El deísmo es una religión natural en la que la creencia en Dios se basa en la aplicación de la razón y la evidencia observada en los diseños y las leyes que se encuentran en la naturaleza.[12] La Orden Mundial de Deístas mantiene un sitio web en el que se presenta la apologética deísta que demuestra la existencia de Dios basada en la evidencia y la razón, en ausencia de revelación divina.

### Hinduismo
La apologética hindú comenzó a desarrollarse durante el periodo colonial británico.  Varios intelectuales indios se habían vuelto críticos con la tendencia británica a devaluar la tradición religiosa hindú. Como resultado, estos intelectuales indios, así como un puñado de Indólogos británicos, se vieron impulsados a examinar las raíces de la religión, así como a estudiar sus vastos arcanos y corpus de forma analítica. Este empeño impulsó el desciframiento y la conservación del sánscrito. Se realizaron numerosas traducciones de textos hindúes que los hicieron accesibles a un público más amplio.

### Islam
Ilm al-Kalām, literalmente "ciencia del discurso", generalmente abreviado como kalam y a veces llamado teología escolástica islámica, es una empresa islámica nacida de la necesidad de establecer y defender los principios de la fe islámica contra los escépticos y detractores. Un erudito del kalam se denomina mutakallim (plural mutakallimūn) a diferencia de los filósofos, juristas y científicos.

### Judaísmo
La literatura apologética judía puede rastrearse hasta Aristóbulo de Paneas, aunque algunos disciernen en las obras de Demetrio el cronógrafo (siglo III a. C.) rastros del estilo de "preguntas" y "soluciones" típico del género. Aristóbulo fue un filósofo judío de Alejandría y autor de una obra apologética dirigida a Ptolomeo VI Filometor. El Josefo de Contra Apión es una amplia defensa del judaísmo contra muchas acusaciones formuladas contra el judaísmo en esa época, como también lo son algunas de las obras de Filón de Alejandría.
En respuesta a los misioneros cristianos modernos, y a las congregaciones que "están diseñadas para parecer judías, pero que en realidad son iglesias cristianas fundamentalistas, que utilizan símbolos judíos tradicionales para atraer a los más vulnerables de nuestro pueblo judío a sus filas", Judíos por el Judaísmo es la mayor organización contra-misionera que existe en la actualidad. Organización Kiruv (Mizrachi), fundada por el rabino Yosef Mizrachi, y Outreach Judaism, fundada por el rabino Tovia Singer, son otras destacadas organizaciones internacionales que responden "directamente a los problemas planteados por los misioneros y las sectas, explorando el judaísmo en contradicción con el cristianismo fundamentalista".